# David Deutsch (ishockeyspelare)
David Deutsch, född 22 februari 1998 i Gävle, är en svensk professionell ishockeyspelare som spelar för Modo Hockey i Hockeyallsvenskan. Hans moderklubb är Strömsbro IF.
David är yngre bror till ishockeyspelaren Adam Deutsch.